# جنوب غرب إنجلترا
جنوب غرب إنجلترا هي إحدى المناطق التسعة الرسمية في إنجلترا. وهي الأكبر من حيث المساحة، وتغطي 9,200 ميل مربع (23,800 كم مربع)،  وتتكون من مقاطعات غلوسسترشير، بريستول، ويلتشاير، سومرست، دورست، ديفون، كورنوال، فضلا عن جزر سيلي. يعيش في المنطقة خمسة ملايين نسمة.
وتشمل المنطقة البلد الغربي وأغلب مملكة ويسكس القديمة. أكبر مدينة هي بريستول. وتشمل المراكز الحضرية الرئيسية الأخرى بليموث، سويندون، غلوستر، شلتنهام، إكستر، باث، تورباي، وتكتل جنوب شرق دورسيت العمراني الذي يشمل بورنموث، بول، كريستشيرش. وتشمل ثمان مدن: سالزبوري، باث، ويلز، بريستول، غلوستر، إكستر، بليموث، ترورو. وتشمل حديقتين وطنيتين، دارتمور وإكسمور (يقع جزء صغير من الغابة الجديدة أيضا داخل المنطقة)؛ وأربعة مواقع للتراث العالمي، بما في ذلك ستونهنج والساحل الجوراسي. الجزء الشمالي من غلوسسترشير، بالقرب من تشيبينغ كامبدين، يبعد عن الحدود الاسكتلندية بقدر بعده عن طرف كورنوال.  تملك المنطقة أطول خط ساحلي في انكلترا بها العديد من البلدات القائمة على صيد السمك.
تقع المنطقة في المستوى الأول من نظام نوتس لأغراض المكتب الإحصائي للجماعات الأوروبية (يوروستات). يتم إنتاج البيانات والحقائق الرئيسية حول المنطقة من قبل المرصد الجنوبي الغربي. تم إلغاء الجمعية الإقليمية الجنوبية الغربية ومكتب الحكومة، وتضطلع مجالس الجنوب الغربي الآن بعملية التنسيق بين الحكومات المحلية في المنطقة.
تعرف المنطقة بتراثها الغني، بما في ذلك أسطورة الملك آرثر وغلاستونبري تور، فضلا عن تقاليدها وعاداتها. إقليم كورنوال له لغته الخاصة وهي الكورنيية، ويعتبرها البعض أمة كلتية. يعرف الجنوب الغربي بجبنة تشيدر، التي صنع في قرية شيدر في سومرست؛ كريم شاي ديفون، سرطان البحر، المعجنات الكورنية، وعصير التفاح. وهو موطن لمشروع عدن، آردمان انيمشنز، ومهرجان غلاستونبري، ومهرجان بريستول الدولي للمناطيد. وكانت المنطقة أيضا موطنا لبعض أشهر الكتاب في بريطانيا، بما في ذلك دافني دو مورييه وأغاثا كريستي، وكلاهما وضع أحداث العديد من أعمالهم هناك، والجنوب الغربي هو أيضا موقع أحداث روايات توماس هاردي في ويسكس.